# Haeckelia
Haeckelia ist eine Gattung der Rippenquallen (Ctenophora) und einzige Gattung der Familie Haeckeliidae. Die Gattung ist bekannt geworden dadurch, dass sie die Nesselkapseln ihrer Beute als sogenannte Kleptocniden für sich selbst weiterverwendet.

## Beschreibung
Haeckelia-Arten sind kleine Rippenquallen mit einer Körperlänge zwischen drei und zehn Millimetern. Der Körper ist ellipsoid bis eiförmig und auch in Aufsicht rund, nicht abgeplattet. Er ist bei Haeckelia rubra zum Mundende hin etwas zugespitzt, bei Haeckelia bimaculata und Haeckelia beehleri dort abgerundet. Der Körper ist hyalin glasklar durchsichtig oder ein wenig opak getrübt, bei Haeckelia rubra oft mit einem charakteristischen grünlichen Schimmer. Meist, je nach Art verschieden, sind im Inneren kleine orange oder rote Pigmentflecken erkennbar. Die acht Reihen von Kammplättchen (Ctene), namensgebend für die Rippenquallen, reichen vom aboralen Körperpol (dem der Mundöffnung entgegen liegenden) bis etwa zur Körpermitte bzw. drei Fünftel der Körperlänge, ihre Länge ist je nach Art gleich oder untereinander verschieden. Bei allen Arten ist die Mundöffnung weit und der anschließende Magenraum (Gastralraum, Pharynx, Stomodaeum, je nach Autoren) groß. Je nach Art gehen von ihm acht oder nur vier Meridionalkanäle ab. Die Meridionalkanäle liegen dabei nicht, wie bei vielen anderen Rippenquallen, den Rippen direkt an, sondern sind durch Mesogloea von ihnen getrennt. Paragastrische Kanäle sind je nach Art vorhanden, oder sie fehlen (möglicherweise sind sie in den sehr kleinen Organismen auch nur schwer zu erkennen). Die Tentakelscheiden (in denen die Tentakel in Ruhelage zurückgezogen werden) sind lang und schmal.
Die Tentakel sind bei allen Arten unverzweigt, das heißt, die bei den meisten Rippenquallen vorhandenen Nebenäste (Tentillen) fehlen. Außerdem fehlen die für Rippenquallen sonst charakteristischen Klebzellen oder Colloblasten vollständig. Stattdessen sind, eigentlich für die Nesseltiere typische, Nesselzellen (Cnidocyten) vorhanden. Dies hat lange Zeit für Verwirrung gesorgt, die Haeckeliidae wurden als Übergangsform zwischen Rippenquallen und Nesseltieren angesehen. Später wurde klar, dass die Rippenquallen die Nesselzellen ihre Beute unverletzt aufnehmen und für sich weiterverwenden, sie werden daher Kleptocniden genannt (von griechisch κλέπτειν kleptein: stehlen). Dabei werden bevorzugt die kleinen Nesselzellen (Micro-Isorhizae) genutzt, die großen werden ausgeschieden oder verdaut. Da die Nesselzellen spezifisch in den Tentakeln gespeichert werden, liegt die Vermutung nahe, dass sie eher zum Beutefang als zur Verteidigung gegen Fressfeinde eingesetzt werden. Haeckelia sind die einzigen Rippenquallen mit Kleptocniden.

## Biologie und Lebensweise
Wie typisch für Rippenquallen sind Haeckeliidae Bewohner des freien Wasserkörpers (Pelagial) der Ozeane. Sie ernähren sich räuberisch, bevorzugte Beute sind soweit bekannt Narcomedusen. Daneben sollen in geringerem Umfang auch plaktonische Krebstiere erbeutet werden.

## Verbreitung
Alle vier bekannten Arten sind im Mittelmeer gefunden worden, überwiegend wurden sie auch von hier beschrieben (mit Ausnahme von Haeckelia beehleri). Sie werden gelegentlich von Tauchern in oberflächennahem Wasser beobachtet. Es gibt verstreute Fundangaben aus warmen Gewässern des Atlantik wie auch des Pazifik, so dass fast weltweite Verbreitung anzunehmen ist. Ausnahme ist die wenig bekannte Haeckelia filigera. Bisher fehlen Fundangaben aus den australischen Gewässern.

## Phylogenie und Systematik
Die Gattung wurde 1853 neu aufgestellt als Owenia (Typusart durch Monotypie: Owenia rubra) durch den Zoologen Albert von Koelliker, der sie im Mittelmeer bei Messina neu entdeckt hatte. Da aber der Name Owenia präokkupiert war (durch Owenia Delle Chiaje, 1844, eine Gattung der Annelida oder Ringelwürmer), wurde 1863 durch Julius Victor Carus der Ersatzname Haeckelia vergeben. Während der ursprüngliche Name zu Ehren des englischen Naturforschers Richard Owen vergeben worden war, ehrt der heutige, gültige Name den deutschen Naturforscher Ernst Haeckel.
Die Gattung umfasst nach heutiger Auffassung vier Arten:
- Haeckelia beehleri (Mayer, 1912)
- Haeckelia bimaculata C. Carré & D. Carré, 1989
- Haeckelia filigera (Chun, 1880). Selten gefundene Art. Soll sich von Haeckelia rubra vor allem in der größeren Körpergröße unterscheiden.
- Haeckelia rubra (Kölliker, 1853). Typusart der Gattung. Möglicherweise spezialisierter Räuber der Narcomeduse Aegina citrea Eschscholtz, 1829.

Claude und Daniéle Carré vertreten die Ansicht, dass Haeckelia beehleri (erstbeschrieben als Tinerfe beehleri) und Haeckelia filigera (erstbeschrieben als Euchlora filigera) in Wirklichkeit nicht zu dieser Gattung gehören.
In der klassischen Systematik, anhand morphologischer Merkmale, wird die Familie Haeckeliidae der Ordnung Cydippida zugeordnet. Nach dem Vergleich homologer Gensequenzen ergab sich unerwarteterweise ein Schwestergruppenverhältnis zur Gatttung Beroe, also zur Familie der Beroidae. Diese waren klassisch nicht nur in einer anderen Ordnung (Beroida), sondern sogar in einer anderen Klasse (Nuda) geführt worden. Nach den Ergebnissen ist die klassische Ordnung Cydippida vermutlich polyphyletisch und muss revidiert oder aufgegeben werden. Da noch kein neues System aufgestellt wurde, wird das alte zunächst provisorisch weiter verwendet.